# René de Botmiliau
René Louis Marie Adolphe, comte de Botmiliau, né le 18 décembre 1789 à Quimper (Finistère) et mort le 4 mars 1871 à Guingamp (Côtes-du-Nord), est un homme politique français.

## Biographie
René de Botmiliau est le fils de Noël Louis de Botmiliau, seigneur de la Villeneuve, officier au régiment de Chartres, maire de Goudelin, et de Marie-Josèphe de La Lande de Calan.
Propriétaire terrien, avocat, maire de Guingamp en 1849, il est député des Côtes-du-Nord de 1849 à 1851, siégeant à droite. Opposé au Second Empire, il se présente comme candidat d'opposition en 1852. Battu, il quitte la vie politique.
Marié avec Delphine Dupleix de Cadignan, il est le père de Jules de Botmiliau, maire de Pommerit-le-Vicomte, et d'Adolphe de Botmiliau, ministre plénipotentiaire et maire de Goudelin de 1876 à 1888, le beau-père de Louis Boscal de Réals de Mornac, le grand-père de René de Botmiliau, maire de Goudelin de 1888 à 1919 et conseiller général du canton de Plouagat de 1892 à 1919, et l'aïeul de Jehan de Botmiliau, maire de Goudelin de 1919 à 1925.

## Publications
- Note sur les États de l'Amérique centrale (1865)
- Du Paupérisme et de l'assistance publique en France (1856)
- De l'Assistance publique, réflexions soumises à la Commission d'assistance et de prévoyance (1851)

## Sources
- « René de Botmiliau », dans Adolphe Robert et Gaston Cougny, Dictionnaire des parlementaires français, Edgar Bourloton, 1889-1891 [détail de l’édition]